# Thomas de Keyser

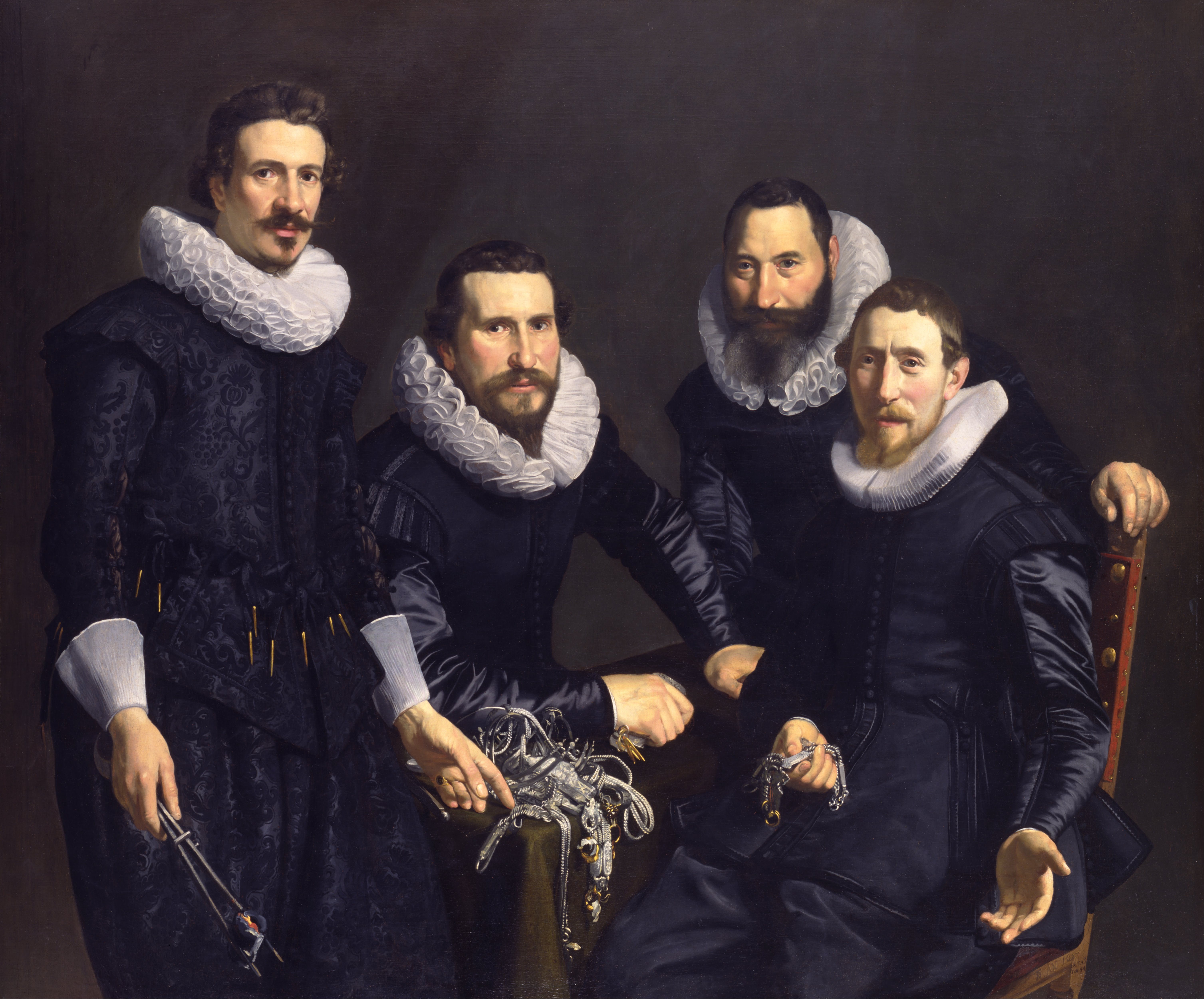
Thomas de Keyser, Syndics of the Amsterdam Goldsmiths Guild (1627)

Thomas de Keyser (c. 1596-1667) foi um pintor e negociante de retratos holandês na Bélgica.  Ele foi o pintor de retratos mais requisitado na Holanda até a década de 1630, quando Rembrandt o eclipsou em popularidade. Rembrandt foi influenciado por seu trabalho, e muitas das pinturas de Keyser foram mais tarde falsamente atribuídas a Rembrandt.

## Biografia
Thomas de Keyser era filho do arquiteto e escultor Hendrik de Keyser e irmão de Pieter de Keyser e Willem de Keyser. Ele e seus irmãos foram criados em uma casa no canal Groenburgwal, em Amsterdã. É possível que Thomas tenha sido influenciado por Cornelis Ketel e Pieter Isaacsz, durante anos amigos de seu pai. Em 1622, Thomas e Pieter tornaram-se membros da Guilda de São Lucas. De acordo com o Instituto Holandês de História da Arte, ele foi aluno de Cornelis van der Voort, o chefe da guilda, que morreu em 1624. Van der Voort viveu no que hoje é a Casa de Rembrandt. Os pintores Nicolaes Eliaszoon Pickenoy, que morava na casa ao lado, e Werner van den Valckert foram reconhecidos por diferentes autoridades como tendo desenvolvido seu talento e, às vezes, suas obras foram confundidas com as desses pintores, que pintaram retratos em estilos semelhantes.
Thomas de Keyser enfrentou forte concorrência de Rembrandt como pintor de retratos e recebeu, pelo fim de sua carreira, pouquíssimas encomendas.

## Obras
O Rijksmuseum, em Amsterdã, tem a maior coleção de pinturas de de Keyser. Seu trabalho também pode ser visto noLouvre, em Paris, no Metropolitan Museum of Art, em Nova York, no Hermitage, em São Petersburgo, e na National Gallery, em Londres, entre outros.

## Galeria

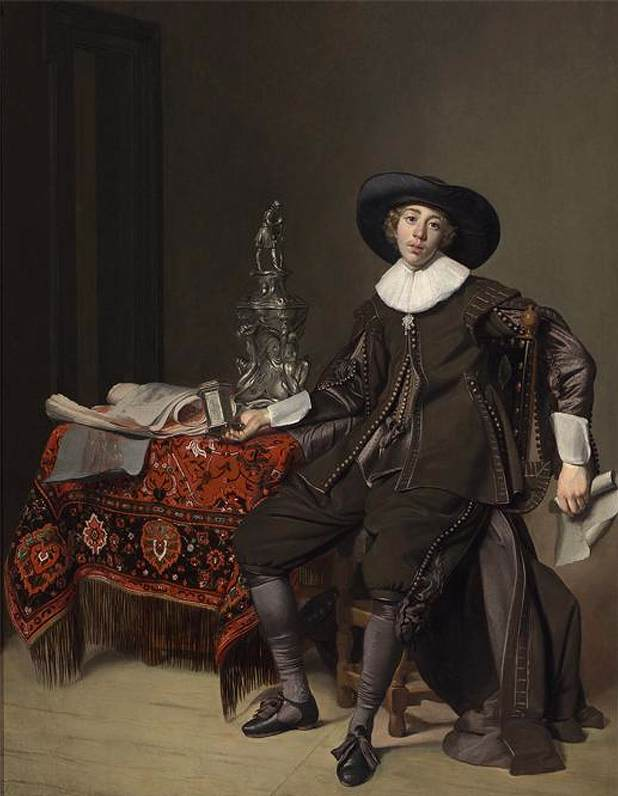
Portrait of a silversmith
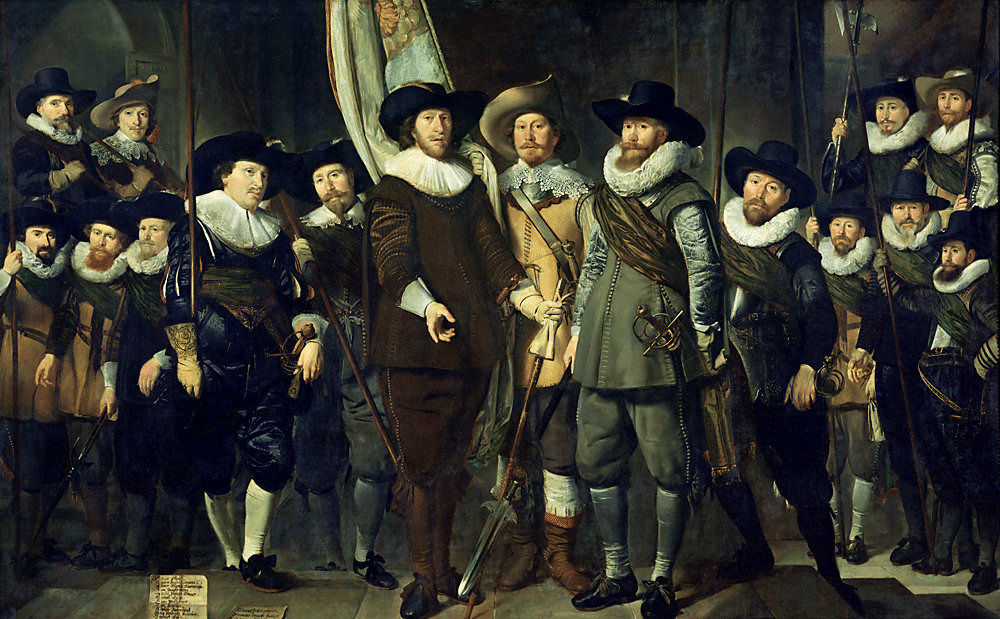
The militia company of captain Allaert Cloeck and lieutenant Lucas Jacobsz. Rotgans (1632)
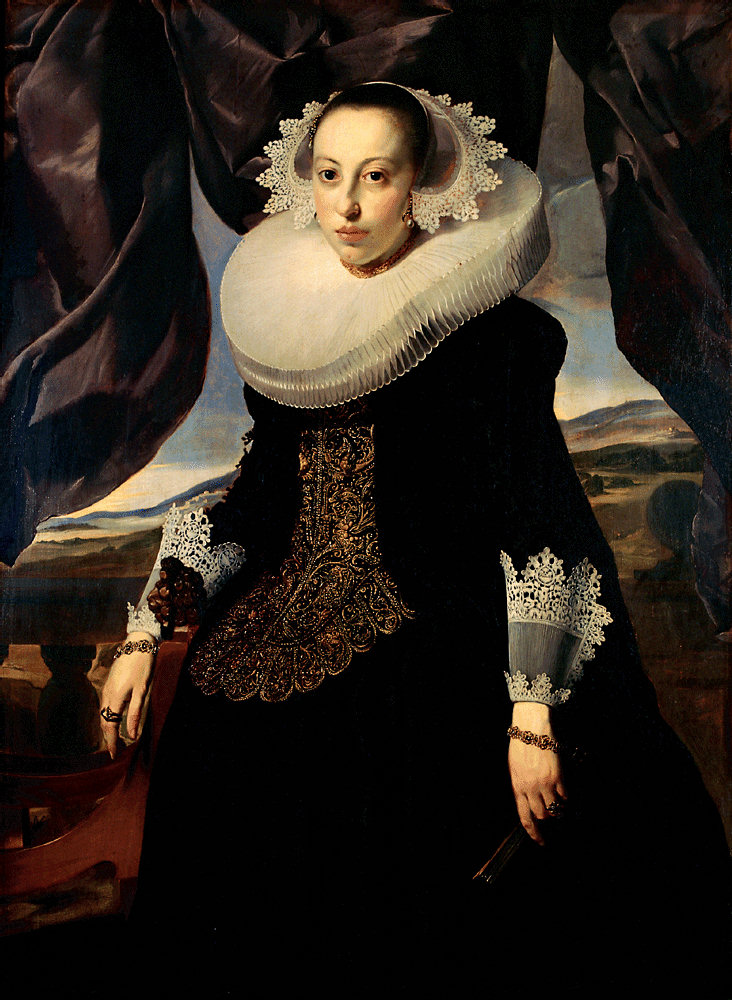
Portrait of a woman
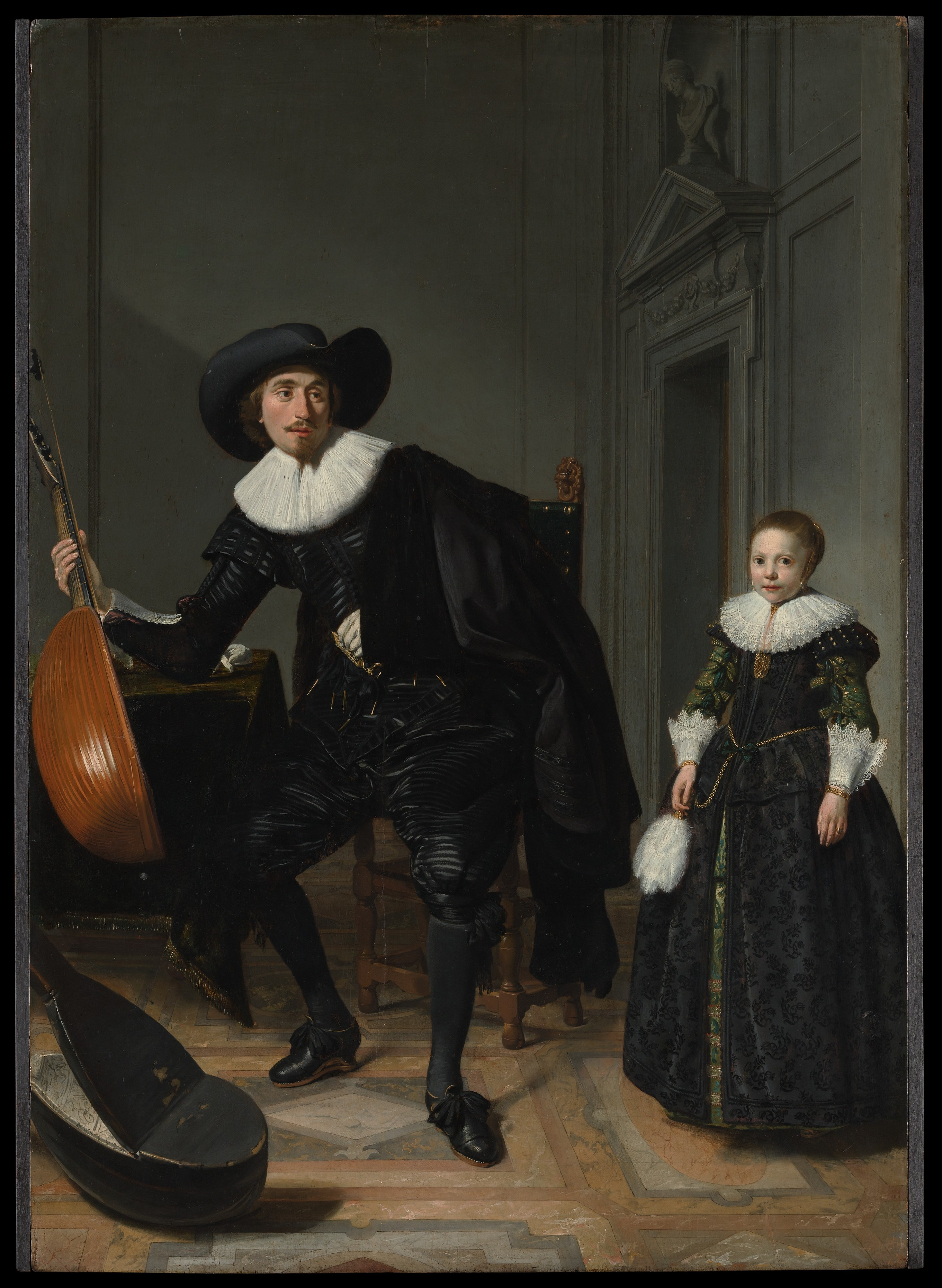
A Musician and His Daughter, 1629, Metropolitan Museum of Art.
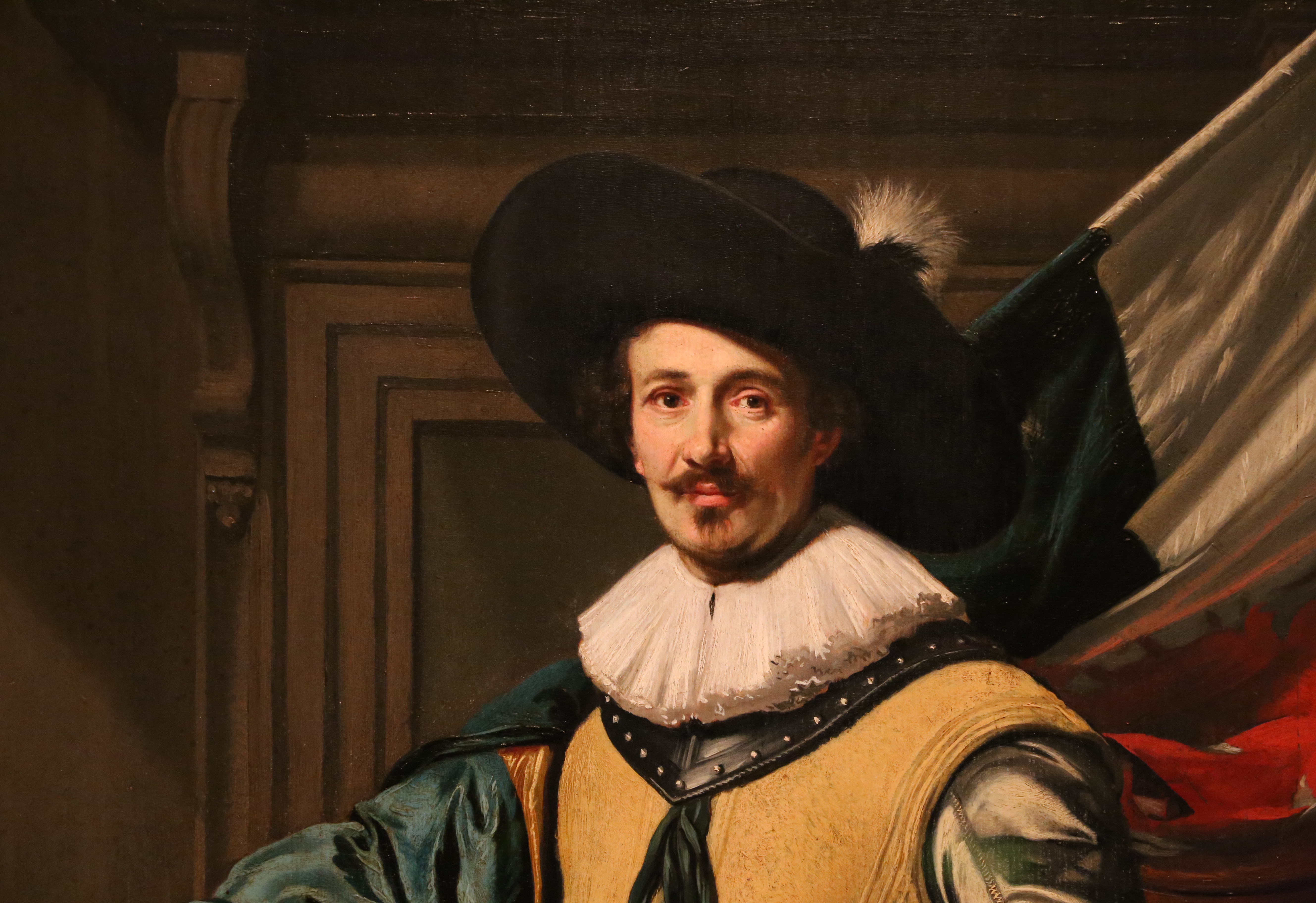
Portrait (detail) of Loeff Fredericx as an ensign by Thomas de Keyser (1626)
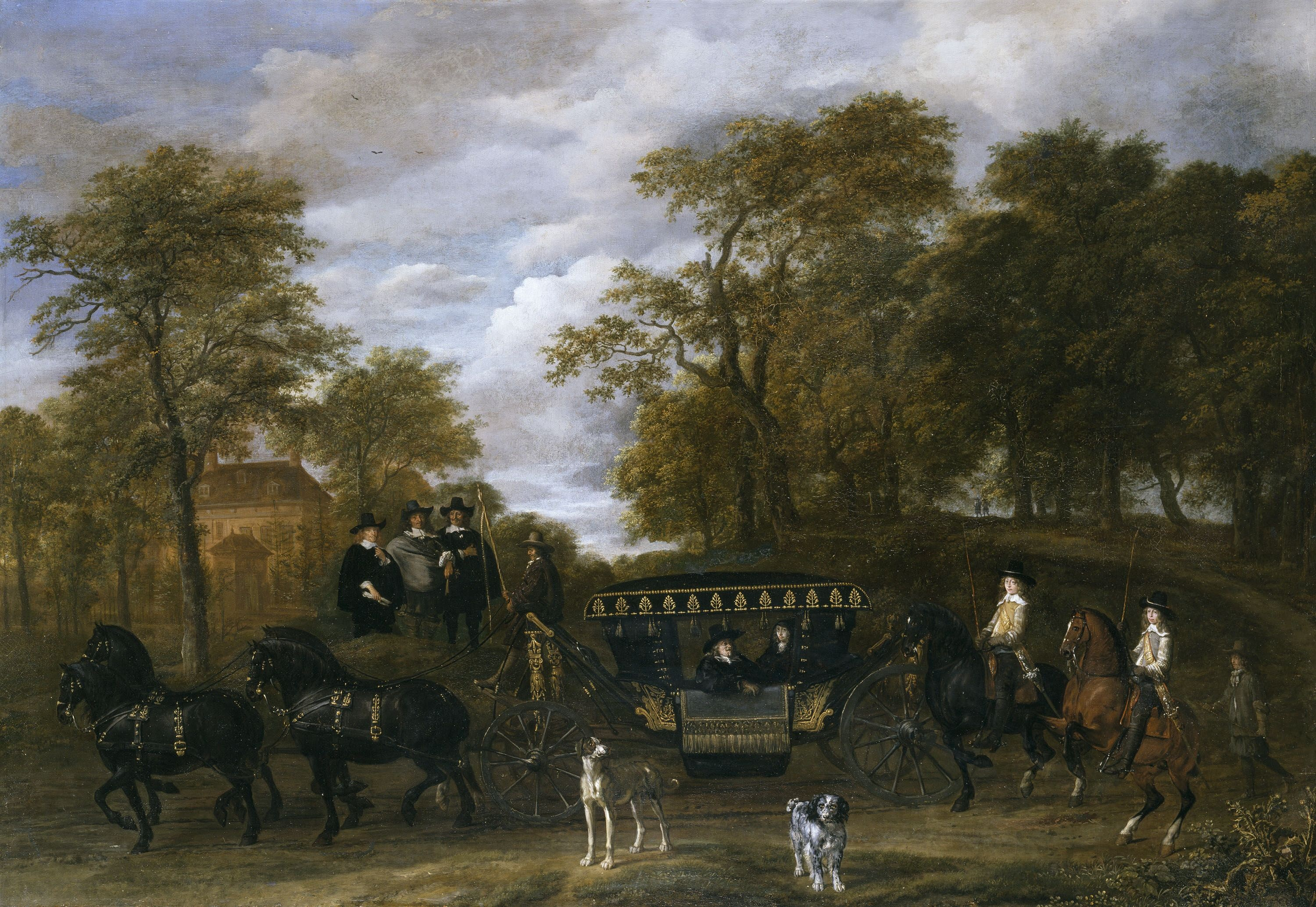
Cornelis de Graeff with his wife Catharina Hooft and his two sons Pieter and Jacob de Graeff on arrival at Soestdijk. Jacob van Ruisdael and Thomas de Keyser, (1656/1660), National Gallery of Ireland